# Аморбах
Аморбах (њем. Amorbach) град је у њемачкој савезној држави Баварска. Једно је од 32 општинска средишта округа Милтенберг. Према процјени из 2010. у граду је живјело 3.988 становника. Посједује регионалну шифру (AGS) 9676112.

## Географија
Аморбах се налази у савезној држави Баварска у округу Милтенберг. Град се налази на надморској висини од 165 метара. Површина општине износи 50,9 km². У самом граду је, према процјени из 2010. године, живјело 3.988 становника. Просјечна густина становништва износи 78 становника/km².

## Међународна сарадња
| Мјесто | Држава    | Врста сарадње | Од    |
| ------ | --------- | ------------- | ----- |
|        | Француска | партнерство   | 1967. |
| Извор  |           |               |       |